# Exilioidea costulata
Exilioidea costulata is een slakkensoort uit de familie van de Ptychatractidae. De wetenschappelijke naam van de soort is voor het eerst geldig gepubliceerd in 1988 door Bouchet & Warén.